# Croft Moraig

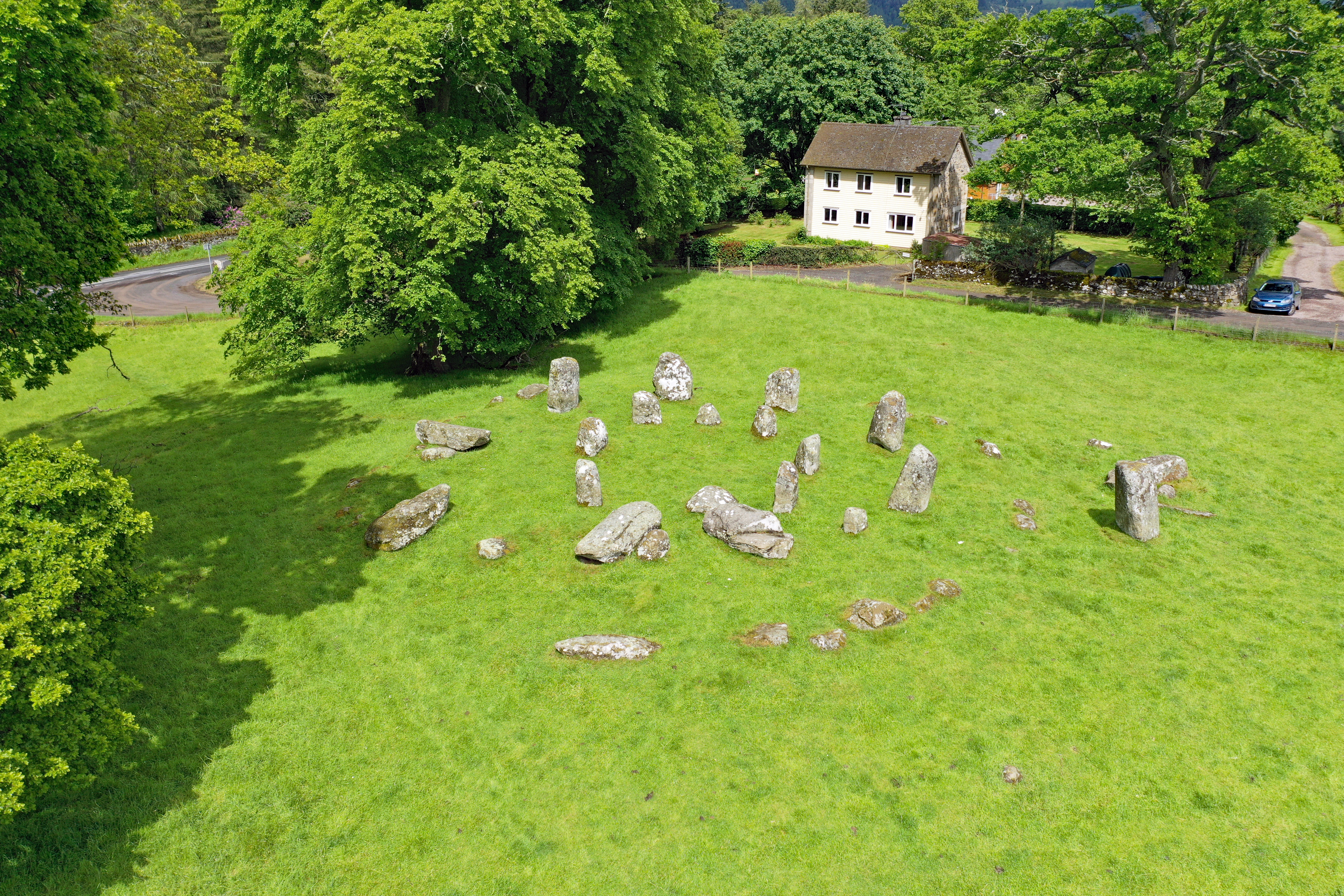
Luftbild des Steinkreises Croft Moraig

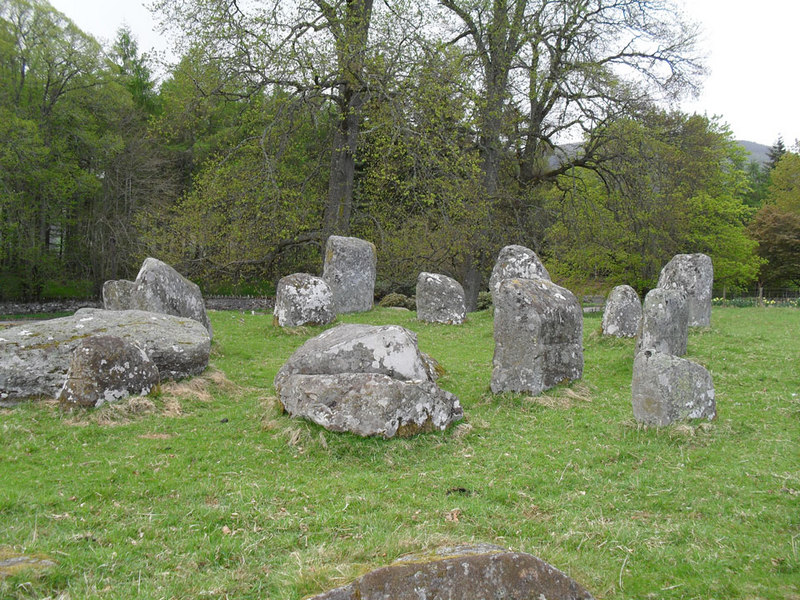
Steinkreis von Croft Moraig

Croft Moraig ist ein Steinkreis in der schottischen Council Area Perth and Kinross. Historisch lag er in der traditionellen Grafschaft Perthshire. Er liegt an der Zufahrt zum Bauernhof Croftmoraig südlich der A827 die von Aberfeldy nach Kenmore führt.
Die Anlage ist als Scheduled Monument denkmalgeschützt.

## Beschreibung
Bei den meisten Steinkreisen in Perthshire handelt es sich um die kleine, aus vier Steinen gebildete Form. Bei komplizierten Kreisen, wie Croft Moraig, ist es oft schwierig die verschiedenen Perioden zu bestimmen. Die Ersterrichtung und die Umbauten unterstreichen die Bedeutsamkeit ritueller Zentren während des 3. und 2. Jahrtausends v. Chr. Große Steinkreise wurden bereits um 3000 v. Chr. errichtet, während die kleinen, leicht ovalen „Kreise von Tayside“, wie Croft Moraig, wahrscheinlich erst im frühen ersten Jahrtausend errichtet wurden (Bradley und Sheridan 2005).

### Abfolge
- Bei Croft Moraig ergab die 1965 erfolgte Ausgrabung, dass eine Henge, ein neun Meter großer unregelmäßiger Kreis aus Holzpfosten die frühste Periode darstellt.
- Das Henge wurde durch ein Oval von 6,4 × 7,9 Metern aus acht 0,8 bis 1,4 Meter hohen Felsblöcken ersetzt, die durch eine Steinreihe aus drei Monolithen ergänzt wurde, die südlich außerhalb des Kreises stehen. Diese Erstellung war vermutlich mit dem 11,4 Meter weiten Ring aus Steinen und Felsblöcken verbunden, der die äußere Begrenzung bildet. Ein Felsblock an der Südseite ist mit Cup-and-Ring-Markierungen versehen. Neben 21 Schälchen sind zwei Schälchen (englisch cups) mit Ringen vorhanden.
- Der Steinkreis zwischen dem äußeren Ring und dem inneren Oval stellt die 3. Periode dar. Es bestand aus neun 1,7 bis 2,1 Meter hohen Steinen. Diesmal wurden etwa 4,5 Meter östlich davon ein 2,2 Meter hohes Steinpaar errichtet.